# 전자수첩

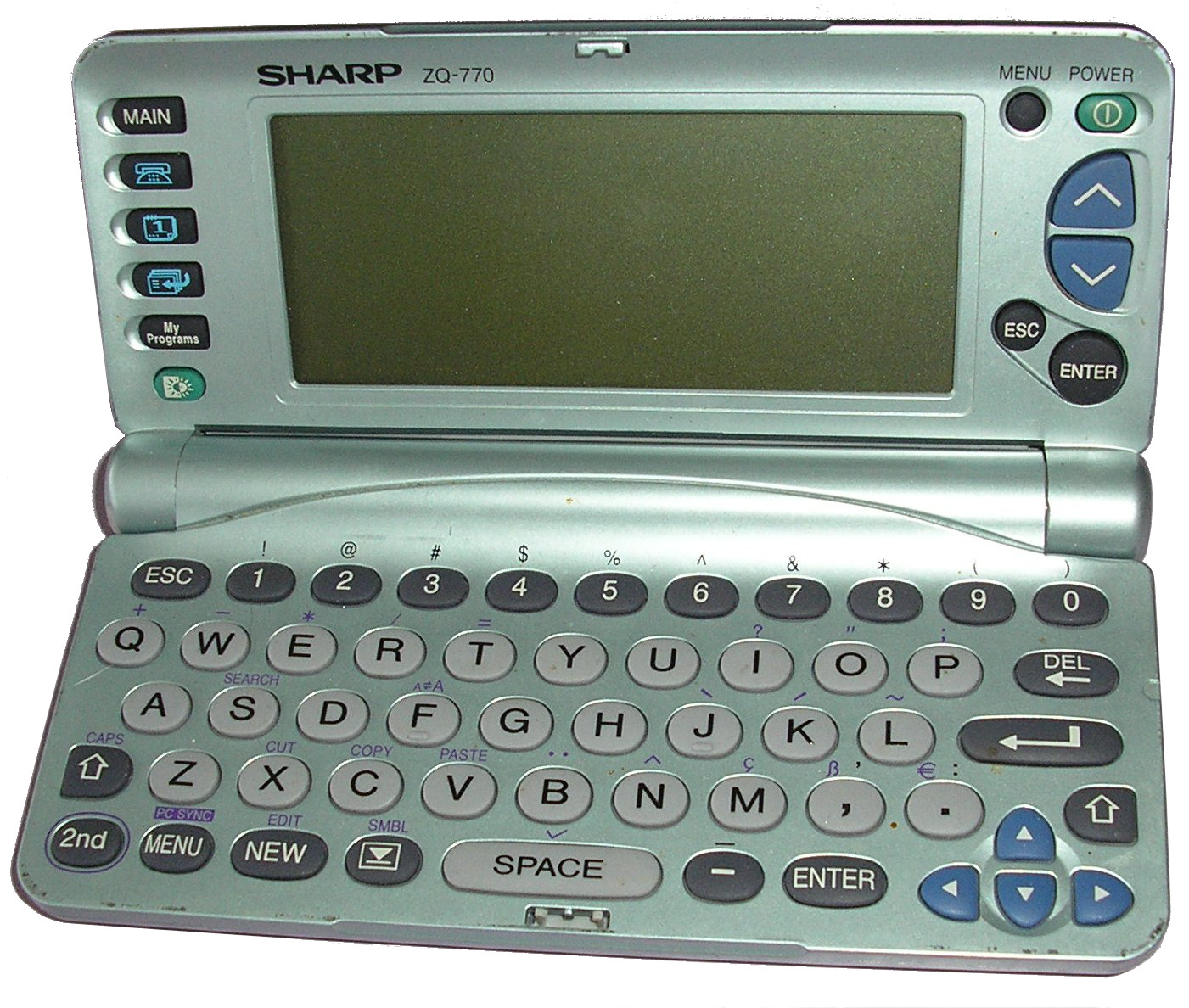
샤프 일렉트로닉 오거나이저 모델(미국에서는 샤프 위자드로 판매됨) ZQ-770을 열었을 때.

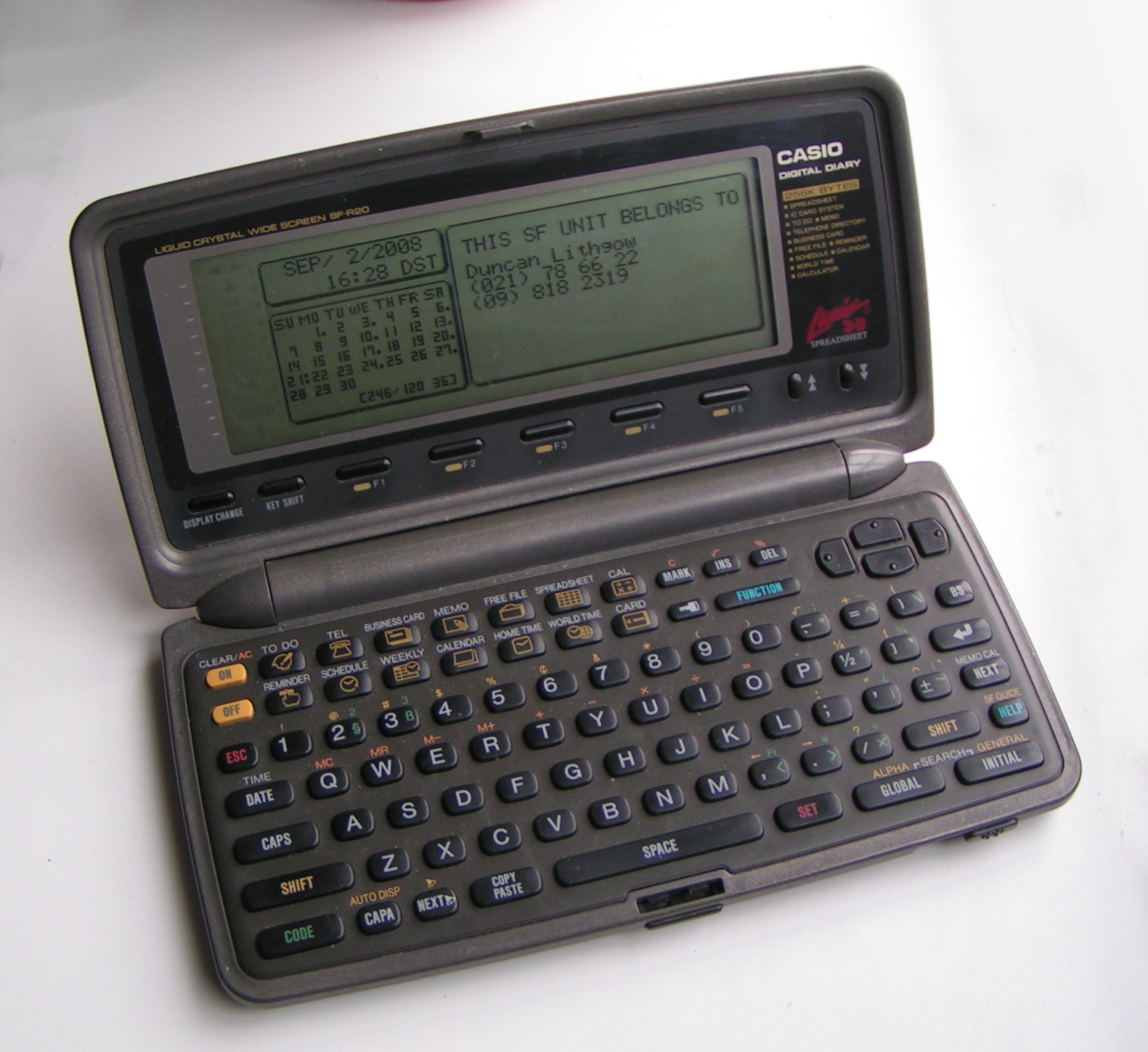
1993년경 256KB 램을 탑재한 카시오 SF-R20 디지털 다이어리.

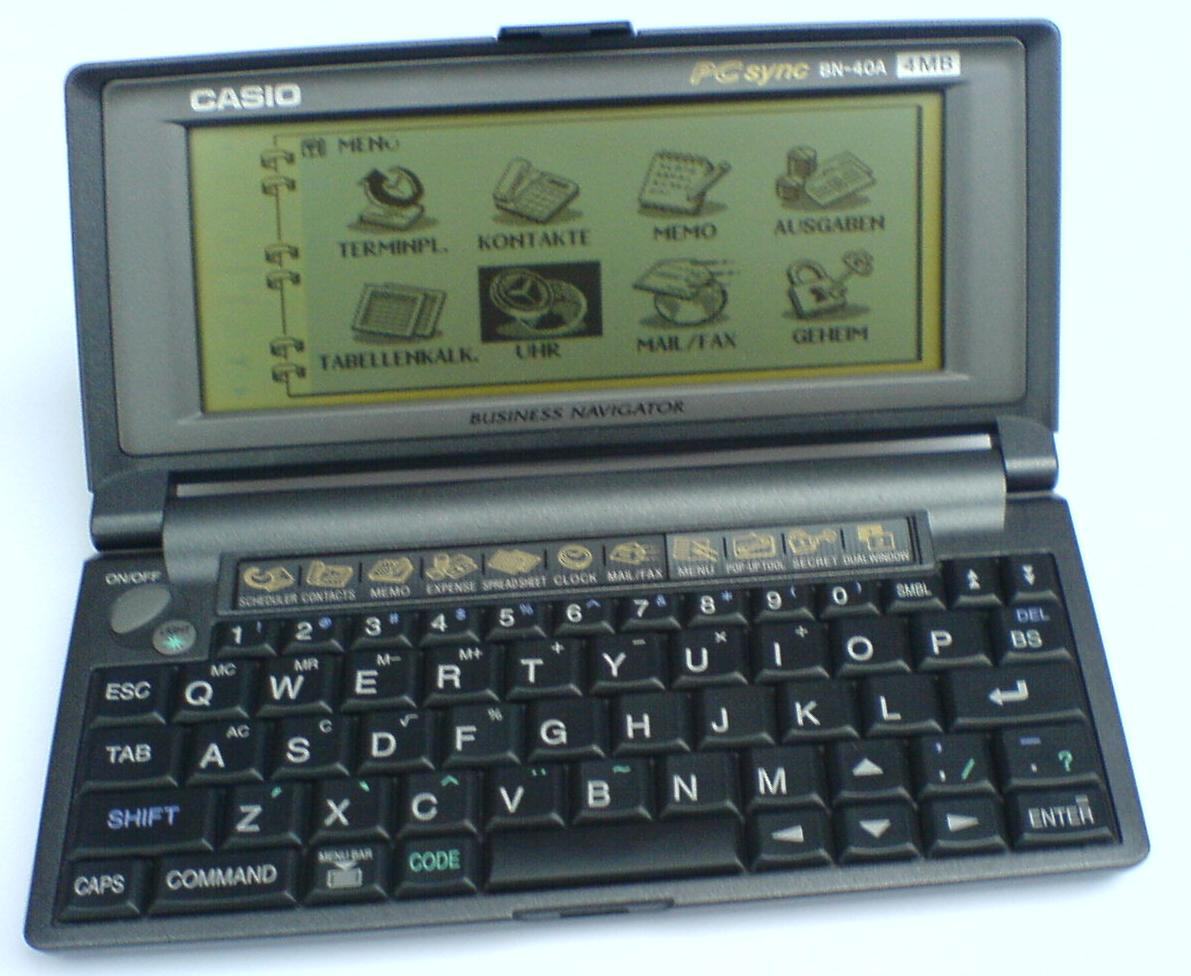
카시오 비즈니스 내비게이터 BN-40A.

전자수첩(電子手帖, 영어: electronic organizer, electric organizer)은 작은 계산기 크기의 컴퓨터로, 내장된 일기 애플리케이션과 주소록, 달력과 같은 다른 기능을 포함하고 있어 종이 기반의 퍼스널 오거나이저를 대체한다. 일반적으로 작은 영숫자 키패드와 한 줄, 두 줄 또는 세 줄의 LCD 화면을 가지고 있다.
전자수첩은 1990년대, 특히 사업가들 사이에서 매우 인기가 있었지만, 1990년대에 개인 정보 단말기와 핸드헬드 PC의 등장, 그리고 2010년대에 더 많은 기능을 가진 스마트폰의 등장으로 인해, 오늘날 전자수첩은 주로 연구 목적으로 사용된다. 주요 연구 주제 중 하나는 전자기기가 정신 장애를 가진 사람들이 이러한 종류의 장비를 사용하여 일상생활을 돕는 방법을 연구하는 것이다. 전자수첩은 최근에 알츠하이머병 환자들이 시각적인 일정표를 가질 수 있도록 지원하는 데 사용되기도 했다.

## 역사
전자 일기 또는 오거나이저는 1975년 인도 사업가 사티얀 피트로다에 의해 처음 특허를 받았다.

## 카시오 디지털 다이어리
카시오 디지털 다이어리는 1990년대 초중반 카시오에서 생산되었지만, 이후 휴대 전화와 개인 정보 단말기에 의해 완전히 대체되었다.

## 다른 전자수첩
카시오가 전자수첩 분야에서 중요한 역할을 했지만, 전자수첩에 대한 다양한 아이디어, 특허 출원, 그리고 제조사들이 있었다. 1980년대 인덱스 카드 홀더로 널리 알려진 롤로덱스, 주로 프린터 및 오디오 비주얼 장비로 유명한 샤프 전자, 그리고 로얄 전자 모두 전성기 전자수첩에 크게 기여했다.

### 기능
- 전화번호부
- 일정 관리: 약속을 추적한다.
- 메모 기능: 가격표, 항공 스케줄 등 텍스트 데이터를 저장한다.
- 할 일 목록: 일상 업무를 추적하고 완료하면 항목을 체크한다.
- 세계 시간: 전 세계 거의 모든 지역의 현재 시간을 알아낸다.
- 비밀 메모리 영역: 비밀 메모리 영역은 개인 데이터를 비공개로 유지한다. 비밀번호가 등록되면, 비밀번호를 사용하여 비밀 영역에 접근하기 전까지 데이터는 잠겨 있다.
- 알람
- 단위 변환 기능: 미터법 단위와 다른 측정 단위 간의 변환.
- 환율 변환 기능
- 게임: 일부 기기에는 포커 또는 블랙잭과 같은 게임이 포함되어 있었다.

## 같이 보기
- 포켓 전자 사전
- 개인 정보 단말기 (PDA)
- 스마트폰
- 포켓 컴퓨터